# Siberia (film, 2020)
 (novembre 2019).
Si vous disposez d'ouvrages ou d'articles de référence ou si vous connaissez des sites web de qualité traitant du thème abordé ici, merci de compléter l'article en donnant les références utiles à sa vérifiabilité et en les liant à la section « Notes et références ».
Pour les articles homonymes, voir Siberia.
Pour plus de détails, voir Fiche technique et Distribution.
Siberia est un drame expérimental germano-italien réalisé par Abel Ferrara, sorti en 2020.
Il est sélectionné en compétition officielle à la Berlinale 2020.

## Fiche technique
Sauf indication contraire, les informations mentionnées dans cette section peuvent être confirmées par la base de données cinématographiques IMDb,  présente dans la section « Liens externes ».
- Titre : Siberia
- Réalisation : Abel Ferrara
- Scénario : Abel Ferrara et Christ Zois
- Décors : Renate Schmaderer
- Costumes : Brenda Gomez
- Musique : Joe Delia
- Photographie : Stefano Falivene
- Production : Marta Donzelli, Gregorio Paonessa et Diana Phillips
  - Production exécutive : Christos V. Konstantakopoulos
- Sociétés de production : Faliro House Productions, Maze Pictures, Unlimited Pictures et Vivo Film
- Pays de production : Allemagne, Italie, Mexique
- Langue originale : anglais
- Format : couleur
- Genre : drame, expérimental
- Dates de sortie :
  - France : 13 octobre 2019 (VOD)
  - Allemagne : 24 février 2020 (Berlinale 2020)

## Distribution
- Willem Dafoe (VF : Emmanuel Karsen) : Clint
- Dounia Sichov
- Simon McBurney
- Daniel Giménez Cacho : un docteur
- Cristina Chiriac
- Anna Ferrara
- Trish Osmond : la dame de la cave

## Distinction

### Sélection
- Berlinale 2020 : sélection officielle, en compétition

## Autour du film
- Il s'agit de la sixième collaboration entre Abel Ferrara et Willem Dafoe.
- Nicolas Cage et Isabelle Huppert furent auparavant attachés au projet dans des rôles inconnus.